# Kınık, Dinar
Kınık là một thị trấn thuộc huyện Dinar, tỉnh Afyonkarahisar, Thổ Nhĩ Kỳ. Dân số thời điểm năm 2011 là 1.048 người.